# Lohmühlenstrasse (Hamburgs tunnelbana)
Lohmühlenstrasse station är en tunnelbanestation i den östra delen av Hamburgs centrala delar. Den ligger i stadsdelen St. Georg och trafikeras av tunnelbanans linje U1. Stationen öppnade 1961 och ligger nära St. Georgs sjukhus och Hamburgs universitet med en utgång vid Lohmühlenpark och Motel One hotell samt en entré vid Steindamms affärsgata.

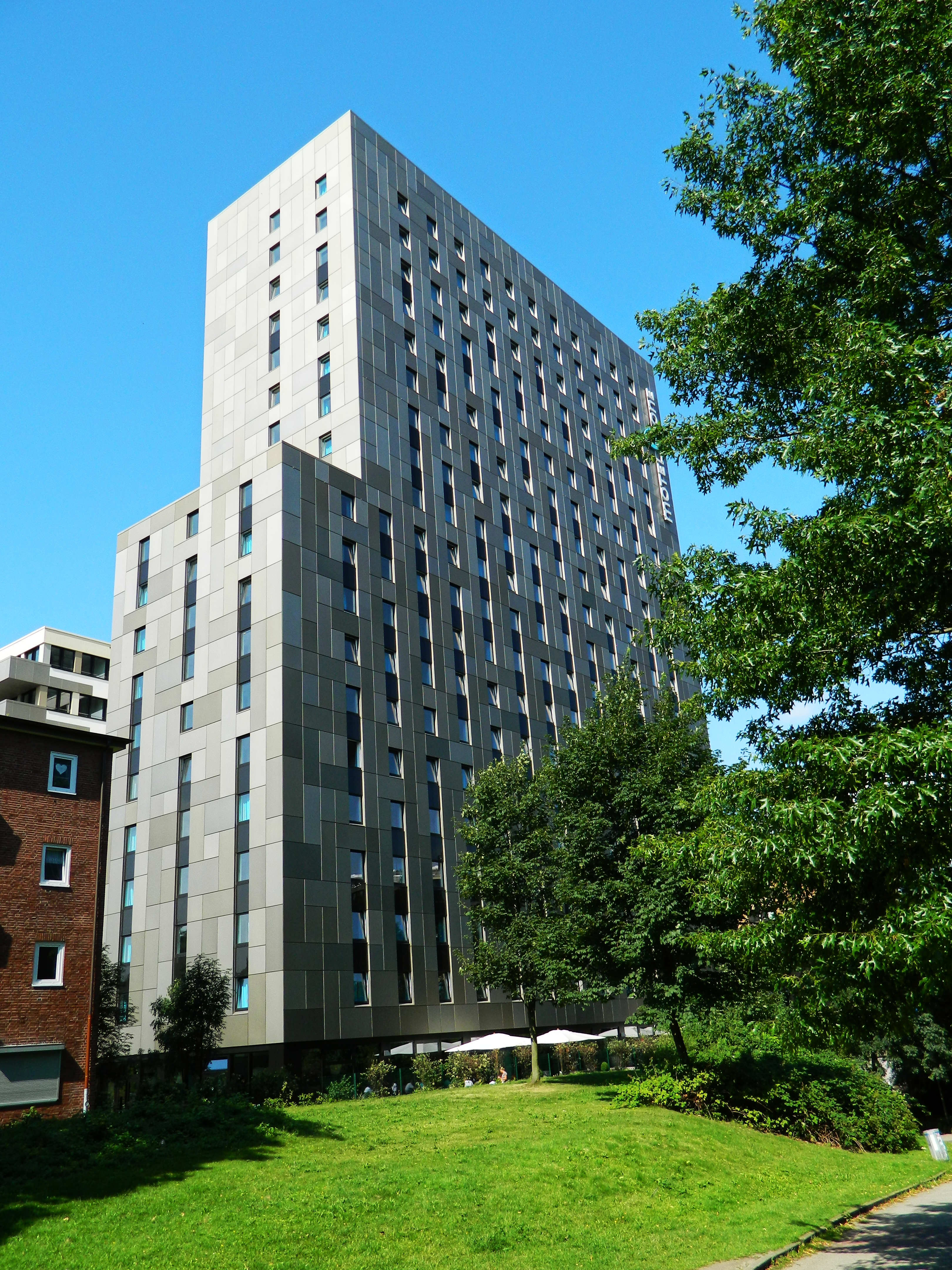
Motel One ovanför stationen
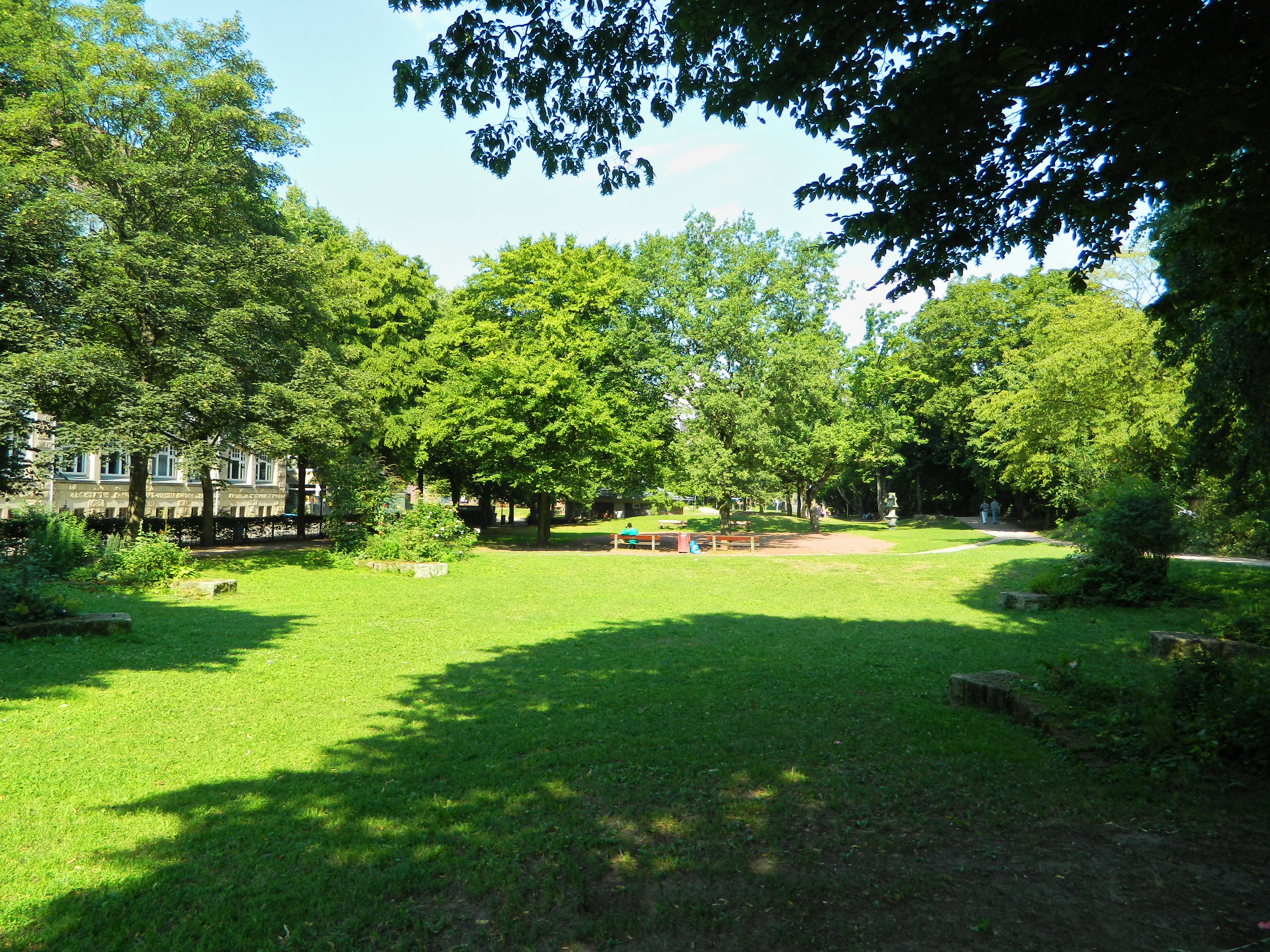
En entré finns vid Lohmühlenpark.
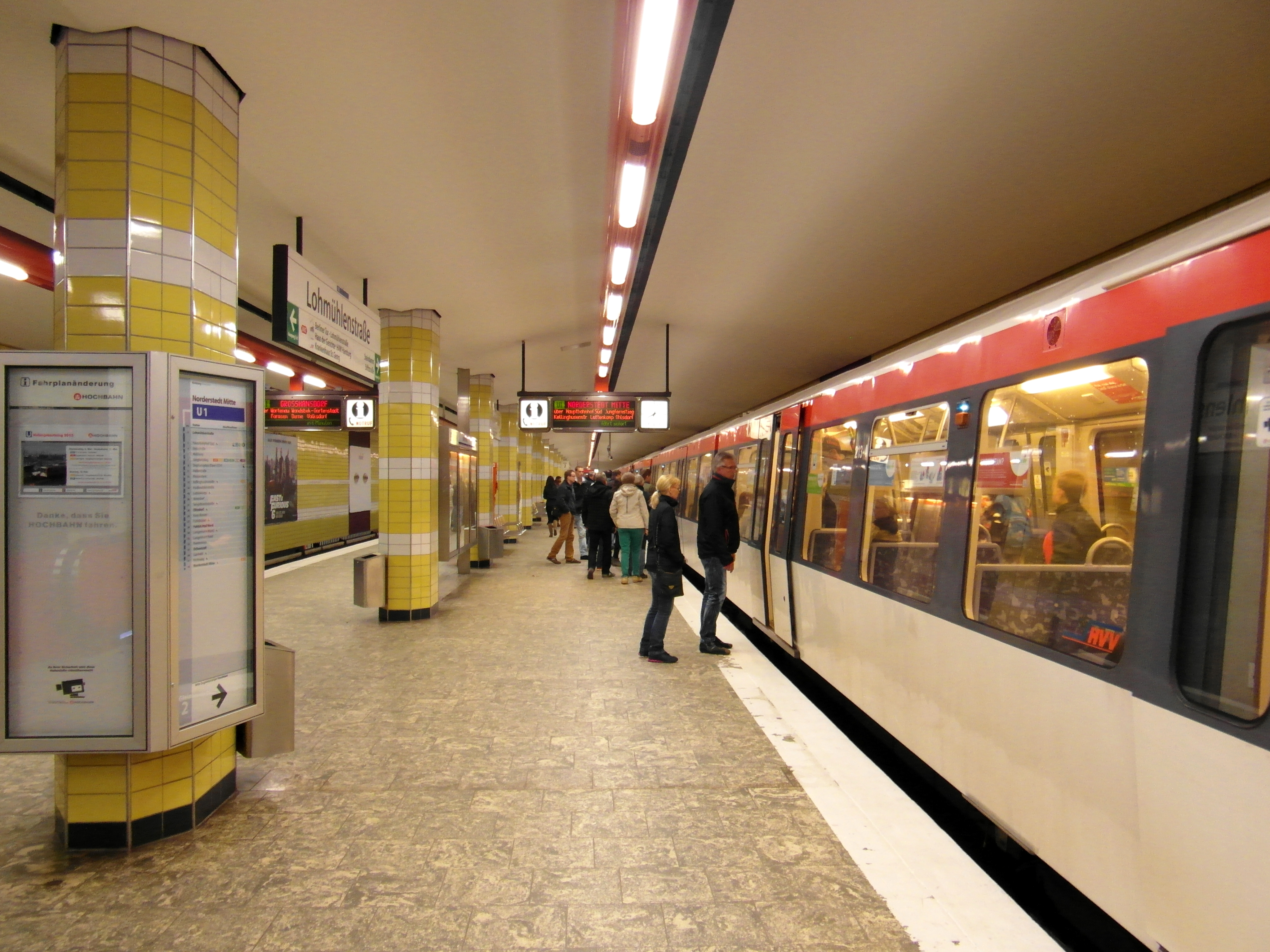